# Baxteria
Baxteria, monotipski biljni rod iz porodice Dasypogonaceae čiji je jednini predstavnik,  Baxteria australis, endem na krajnjem jugozapadu Zapadne Australije.
Višegodišnja biljka koja naraste do pola metra visine.